# Linia kolejowa Kiato – Ejo
Linia kolejowa Kiato – Ejo – niezelektryfikowana, normalnotorowa dwutorowa linia kolejowa o długości 71 km pomiędzy w Kiato i Ejo, poprowadzona wzdłuż północnego wybrzeża Peloponezu. Na linii znajdują się stacje Xylokastro, Akracie i Ejo oraz przystanki Dimini, Lykoporia, Lygia, Platanos, Diakopto i Eliki. W czerwcu 2020 r. zaplanowano otwarcie linii i obsługę przez 4 pary połączeń dziennie.